# Železniška postaja Ljubljana Šiška
Železniška postaja Ljubljana Šiška je ena izmed železniških postaj v Ljubljani v mestnem predelu Šiška.

## Zgodovina
Prvotna postaja, ki je bila zgrajena leta 1870 hkrati z Rudolfovo železnico, se je končala v Šiški. Postaja se je najprej imenovala Ljubljana - Rudolfova železniška postaja (nemško Laibach-Rudolfbahnhof). Leta 1887 (tri leta po podržavljenju Rudolfove železnice) so jo preimenovali v Ljubljana-državni kolodvor (nemško Laibach-Staatsbahnhof), kasneje pa v Ljubljana Šiška. Med ljudmi je bila znana tudi kot Gorenjski kolodvor. Zaradi različnih uprav in konkurirajoče se vloge je ta postaja bila zadnja za vlake iz gorenjske smeri. Leta 1891 so nanjo priključili kamniško progo. Zaradi nedogovora z upravo Južne železnice, ki je upravljala ljubljansko glavno postajo, so tudi vlaki iz Kamnika vozili le do Šiške. Povezava med obema postajama je do leta 1880 bila zgrajena predvsem na pritisk vojaških oblasti. Med prvo svetovno vojno so zgradili tivolski lok, ki je omogočal neposredno pot od šišenske postaje proti Primorski brez potrebe po menjavi smeri na preobremenjeni glavni postaji. 
Po prvi svetovni vojni so vse železnice prišle pod enotno upravo in pomen šišenske postaje je začel upadati, saj ni bilo več potrebe po dveh velikih postajah na tako majhni razdalji. V šestdesetih letih so v okviru prenove ljubljanskega železniškega vozlišča traso primorske proge premaknili nekoliko proti severu, posledično so morali spremeniti tudi potek tirov na šišenski postaji in dokončno odpraviti tivolski lok (ki so ga med drugo svetovno vojno obnovili Nemci). Takrat so tudi odpravili šišensko kurilnico in v njej začeli urejati železniški muzej. Potniški promet so ukinili in postajno poslopje prestavili nekoliko proti severu (v bližino nadvoza nad Drenikovo ulico), kjer stoji še danes. Prvotno poslopje v neposredni bližini Pivovarne Union stoji še danes, danes je v njem del Železniškega zdravstvenega doma.
Po letih izključnega služenja tovornemu prometu so leta 2023 na postaji na Pivovarniški ulici 1 zgradili začasne potniške perone, kjer bo pot končal del potniških vlakov z Jesenic in iz Kamnika v času prenove ljubljanske glavne postaje.